# Mendu
Mendu é uma cidade e uma nagar panchayat no distrito de Hathras, no estado indiano de Uttar Pradesh.

## Demografia
Segundo o censo de 2001, Mendu tinha uma população de 12,001 habitantes. Os indivíduos do sexo masculino constituem 54% da população e os do sexo feminino 46%. Mendu tem uma taxa de literacia de 47%, inferior à média nacional de 59.5%: a literacia no sexo masculino é de 57% e no sexo feminino é de 34%. Em Mendu, 19% da população está abaixo dos 6 anos de idade.